# Yamashiro (1917)
El Yamashiro (山城 castillo en la montaña?), llamado así por la antigua Provincia de Yamashiro, fue el segundo y último acorazado de la Clase Fusō, sirviendo en la Armada Imperial Japonesa desde 1917 hasta su hundimiento en 1944.

## Historial
Junto a su gemelo, fueron los primeros acorazados japoneses en ser totalmente diseñados y construidos en Japón, empleando exclusivamente material y armamento japonés. El diseño del Yamashiro varió ligeramente sobre el del Fusō, aumentando su desplazamiento, aunque el cambio más obvio fue la inversión de la orientación de la torreta C, que apuntaba a popa, lo que permitía un mayor espacio disponible para el puente. También fue el primer acorazado japonés desde el que se lanzó un avión.
En el período de entreguerras experimentó una serie de modificaciones. Entre 1927 y 1928 su puente fue profundamente rediseñado con la adición de luces de búsqueda, directores de tiro y armamento antiaéreo. Entre 1930 y 1935 se incrementó el blindaje de la cubierta desde los 51 mm originales a 96,5 mm. Simultáneamente protecciones anti-torpedo fueron añadidas al casco. El puente fue nuevamente modificado al tiempo que se incrementaba en gran medida la altura total, con el característico estilo pagoda compartido con otras clases japonesas de acorazado.
Durante la Segunda Guerra Mundial vio incrementado en dos ocasiones su armamento antiaéreo, a 20 piezas en diciembre de 1941 y a 37 en junio de 1944. Una modificación similar a los clase Ise que lo hubiese convertido en un híbrido de portaaviones y acorazado fue desechada.
Su final llegaría durante la Batalla del Estrecho de Surigao. El Yamashiro fue alcanzado repetidamente por la artillería naval dirigida por radar de los acorazados y cruceros estadounidenses, y tras una carga suicida contra sus posiciones quedó reducido a una ruina flotante, que fue finalmente enviada al fondo con torpedos lanzados por destructores.

### Descubrimiento del pecio
En abril de 2001, el pecio del Yamashiro fue ubicado en un sector de fuertes corrientes a 182 m de profundidad en el Estrecho de Surigao, está al norte del campo de batalla respecto de donde se hundió su cuasi gemelo, el Fusō y se le denominó como "acorazado del norte".  En noviembre de 2017, la Fundación Paul Allen y su buque oceanográfico, el RV Petrel, inspeccionaron el pecio mediante ROV´s confirmando de que era el Yamashiro aquel "acorazado del norte". 
Está al igual que el  Fusō, totalmente volcado, quilla arriba en el fondo y su proa aparece montada tal cual una bisagra sobre el resto del casco, se confirmaron tres impactos de torpedo y su popa casi separada del resto. Las corrientes impidieron una detallada inspección del pecio.